# Lezhë (huyện)
Lezhë là một quận thuộc hạt Lezhë, Albania. Quận này có diện tích 479 km² và dân số năm 2002 là 68218 người, mật độ 142 người/km².